# Хастейнсвьолур (стадион)
„Хаустейнсвьолюр“ (на исландски Hásteinsvöllur) е многофункционален стадион в град Вестманаейяр, Исландия.
Построен е през 1912 г. Разполага с капацитет от 2300 места, от които 534 са седящи. Приема домакинските мачове на местния футболен отбор ИБВ Вестманаея.